# Brachypogon lorica
Brachypogon lorica är en tvåvingeart som beskrevs av Debenham 1991. Brachypogon lorica ingår i släktet Brachypogon och familjen svidknott. Inga underarter finns listade i Catalogue of Life.